# Ex Sanatorio Franklin
El Ex Sanatorio Franklin fue centro para asilar y tratar a personas con trastornos psiquiátricos y psicológicos. Fue fundado en 1926 por el Instituto Médico Técnico Sanitas y funcionó hasta 1940. Además, la empresa se dedicaba a la creación de químicos e insumos farmacológicos. A mano de ellos, en estos años se desarrolla el conocido insecticida Tanax.

## Historia

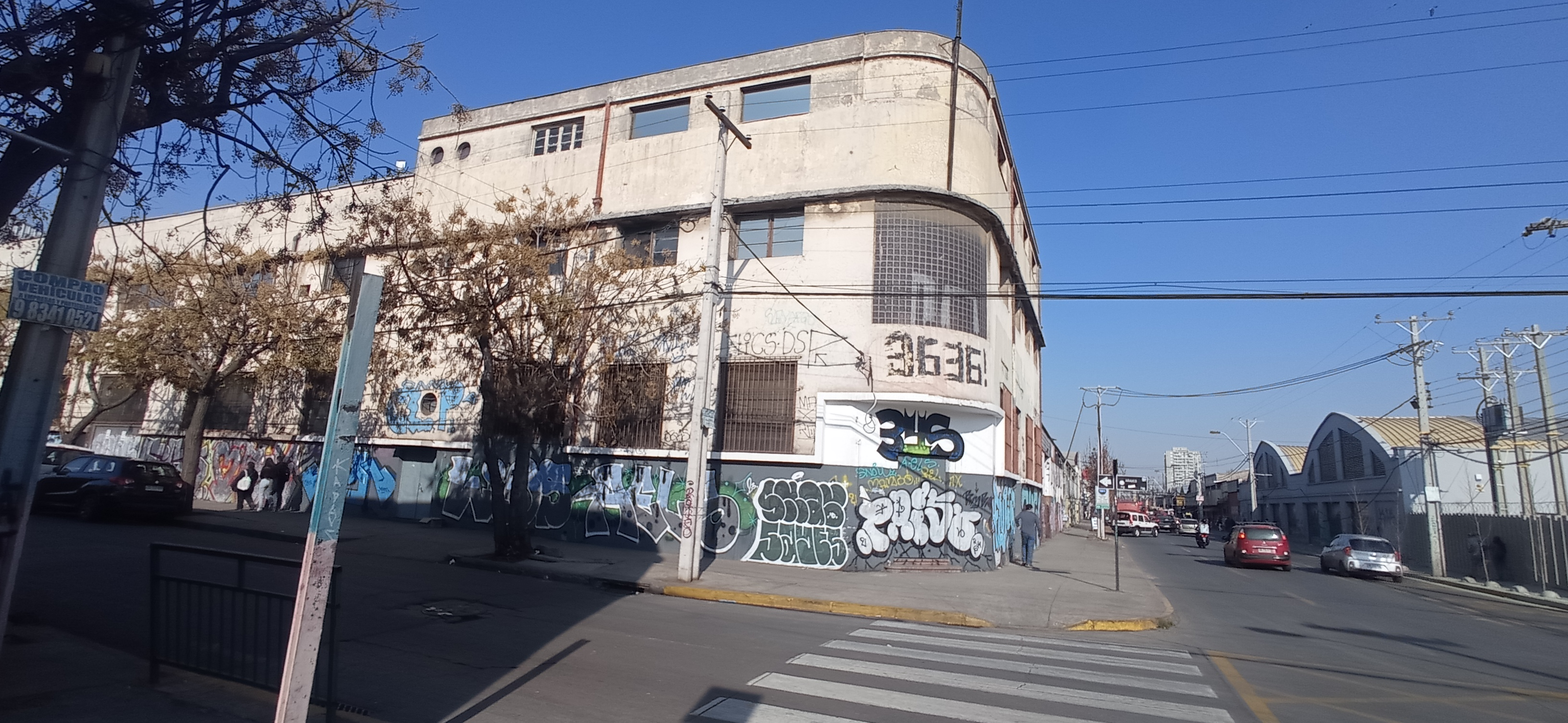
Entrada de la calle San Francisco con Arauco

El Ex Sanatorio Franklin, originalmente conocido como Sanatorio Rafael Videla, fue fundado en 1926 por el Instituto Médico Técnico Sanitas, que dependía de la Universidad de Chile. Su principal propósito era brindar asilo y tratamiento a personas con trastornos psicológicos y enfermedades mentales.
Además de sus funciones asistenciales, la empresa Sanitas se dedicaba a la creación de insumos farmacológicos. Sin embargo, en 1940, Sanitas decide cerrar el hospital y utilizar el edificio exclusivamente para la fabricación de productos farmacológicos y suministros médicos. Esta medida tenía como objetivo mejorar la eficiencia médica en los procesos bioquímicos y bacteriológicos.
Para garantizar el suministro de materia prima necesaria para las preparaciones farmacológicas, el sanatorio se ubicó estratégicamente cerca del Matadero. De esta manera, podían obtener órganos de animales recién faenados en las mejores condiciones. Con el propósito de adaptarse al avance de la tecnología y albergar las funciones de investigación y producción de medicamentos, se construyeron dos nuevos edificios.
A medida que avanzaron los años, y particularmente hacia finales de la década de los 90, Sanitas experimentó la necesidad de expandirse y crecer físicamente. Además, su objetivo de cumplir con los rigurosos estándares de calidad mundial (G.M.P.) hizo imperativa la adquisición de una moderna planta que se ajustara a los nuevos requisitos.

## Datos Técnicos
Se llevaron a cabo dos ampliaciones en el edificio siguiendo los principios del Movimiento Higienista, diseñadas por el arquitecto Eugenio Guzmán Larraín. La primera ampliación consistió en un edificio con fachada hacia la calle Franklin, con una superficie de 2190 metros cuadrados. Aunque surgieron discrepancias en relación con el plano original, se mantuvieron las mismas dimensiones. Este edificio fue estructurado en "monoblocks", una característica distintiva de la corriente higienista y de los hospitales de la época. 
La segunda ampliación fue un galpón con fachada hacia la calle San Francisco. Este espacio fue destinado a labores de almacenamiento y despacho de mercancías, abarcando un área de 820 metros cuadrados. Aunque no se menciona al arquitecto responsable de esta construcción, es evidente que se siguió una línea arquitectónica coherente con el diseño previo, manteniendo la estética y funcionalidad del edificio existente.
La tercera etapa de construcción consistió en un edificio de tres pisos y 480 metros cuadrados, alcanzando una altura total de 10 metros. Lamentablemente, no se cuenta con información sobre el arquitecto responsable de esta última obra. Sin embargo, este edificio se convirtió en la última adición realizada al complejo, completando así el proceso de expansión. Aunque la información es limitada, se puede inferir que el objetivo era brindar un espacio adicional para satisfacer las necesidades crecientes del lugar.

## Actualidad
En 2015, el edificio obtuvo la categoría de inmueble de conservación histórica, aunque se le asignó el mínimo puntaje en esta clasificación. Sin embargo, en 2017, se tomó la decisión de utilizar el espacio para actividades de airsoft. Actualmente una parte importante del edificio alberga al patio de comidas "Factoría Franklin", con entrada en la calle Franklin